# مبادی دین مسیحیت

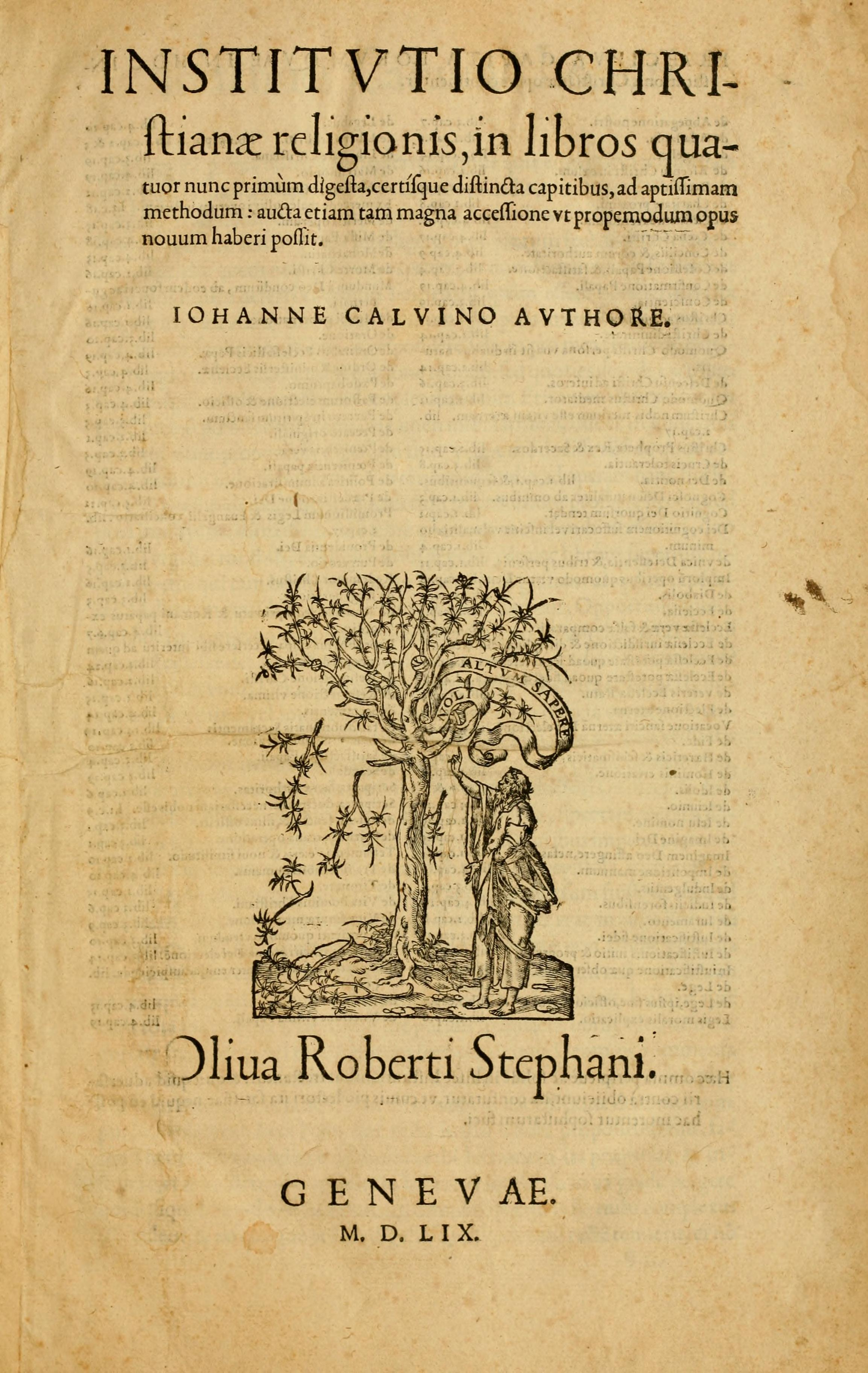
تصویری از آخرین نسخهٔ ویرایش شدهٔ کتاب مبادی دین مسیحیت، ۱۵۵۹, فرانسه

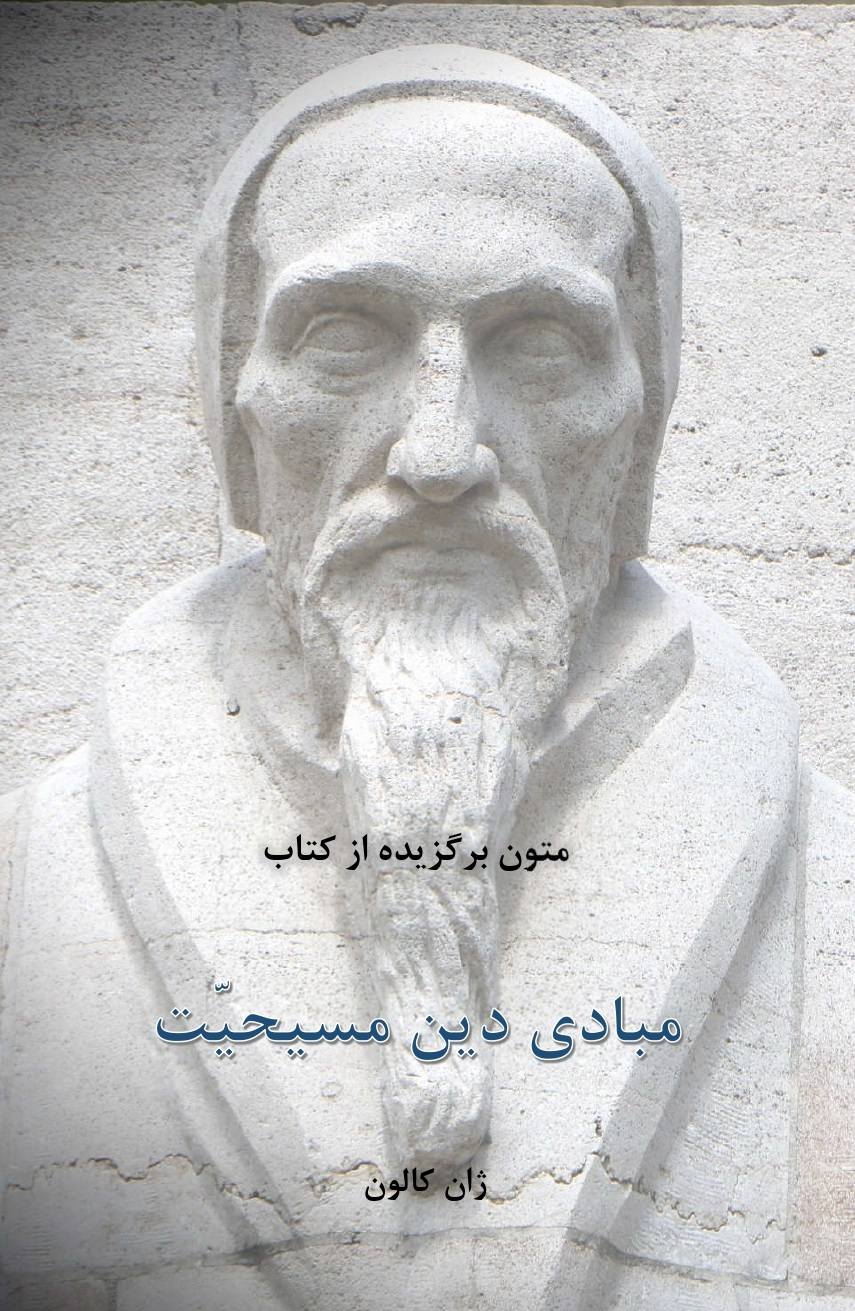
جلد کتاب «متون برگزیده از کتاب مبادی دین مسیحیت» ترجمه مسعود حسنزاده

مبادی دین مسیحیت (به لاتین: Institutio Christianae religionis) کتابی به‌زبان لاتین نوشتهٔ ژان کالونِ فرانسوی، الهیدان برجستهٔ دورهٔ اصلاحات کلیسا است. این کتاب زمانی به رشتهٔ تحریر درآمده که به خاطر اصلاحات، آشوب و بیقراری‌های زیادی در اروپا حکمفرما بود. ژان کالون نیز به نوعی در میان تنش موجود بین کلیسای کاتولیک و کلیسای اصلاحات قرار داشت. به علت مشکلاتی که فرانسوای اوّل، پادشاه وقت فرانسه برای اصلاح طلبان به وجود آورد، کالون راهی جز فرار از این کشور را پیش روی خود ندید. در این بازهٔ زمانی بود که او نخستین پایه‌های کتاب «مبادی دین مسیحیّت» را بنا نمود. یکی از اهداف او از این کار، روشنگری در مورد اتهامات وارده به ایمان اصلاح‌گران بود. هدف اصلی او از نوشتن این کتاب، تحریک خوانندگان نسبت به پارسایی و درک بیشتر و بهتر کتاب مقدس بود. این کتاب در رشد و بنای ایمان بسیاری تأثیرگذار بوده‌است.
دیدگاه کالون در این کتاب بیشتر شبانی بوده و تأکید او بیشتر بر روی آموزهٔ نجات است. هدف کتاب «مبادی دین مسیحیّت» آوردن آزادی برای لذّتها و خوشی‌های فردی نبود، بلکه تحکیم بخشیدن به پارسایی و کمک به رشد آن بود. به همین دلیل این کتاب همان اندازه که برای خوانندگان قرن شانزدهم مهم بود، برای خوانندگان امروزی نیز حائز اهمیّت است.
اگرچه تعالیم کالون در این کتاب هرگز تغییر نکرد و ثابت ماند، ولی آن‌ها را پیوسته تکمیل نموده و مورد بازنگری‌های مجدد قرار داد. از اینرو این کتاب در چندین ویرایش منتشر گردیده‌است. این نسخه‌ها در سال‌های ۱۵۳۶، ۱۵۳۹، ۱۵۴۳، ۱۵۵۰ و نسخهٔ نهایی آن در سال ۱۵۵۹ در شهر ژنو سوئیس به چاپ رسید. همانند بیشتر الهی دانانی که در آن زمان نوشته‌های خود را به زبان لاتین چاپ می‌کردند، کالون نیز کتاب خود را در این زبان به رشتهٔ تحریر درآورد. این کتاب به چندین زبان ترجمه شده‌است.

ترجمه ای از متون برگزیدهٔ این کتاب نیز به فارسی موجود است.